# 斯雷巴爾納冰川
62°41′25″S 60°02′20″W / 62.69028°S 60.03889°W

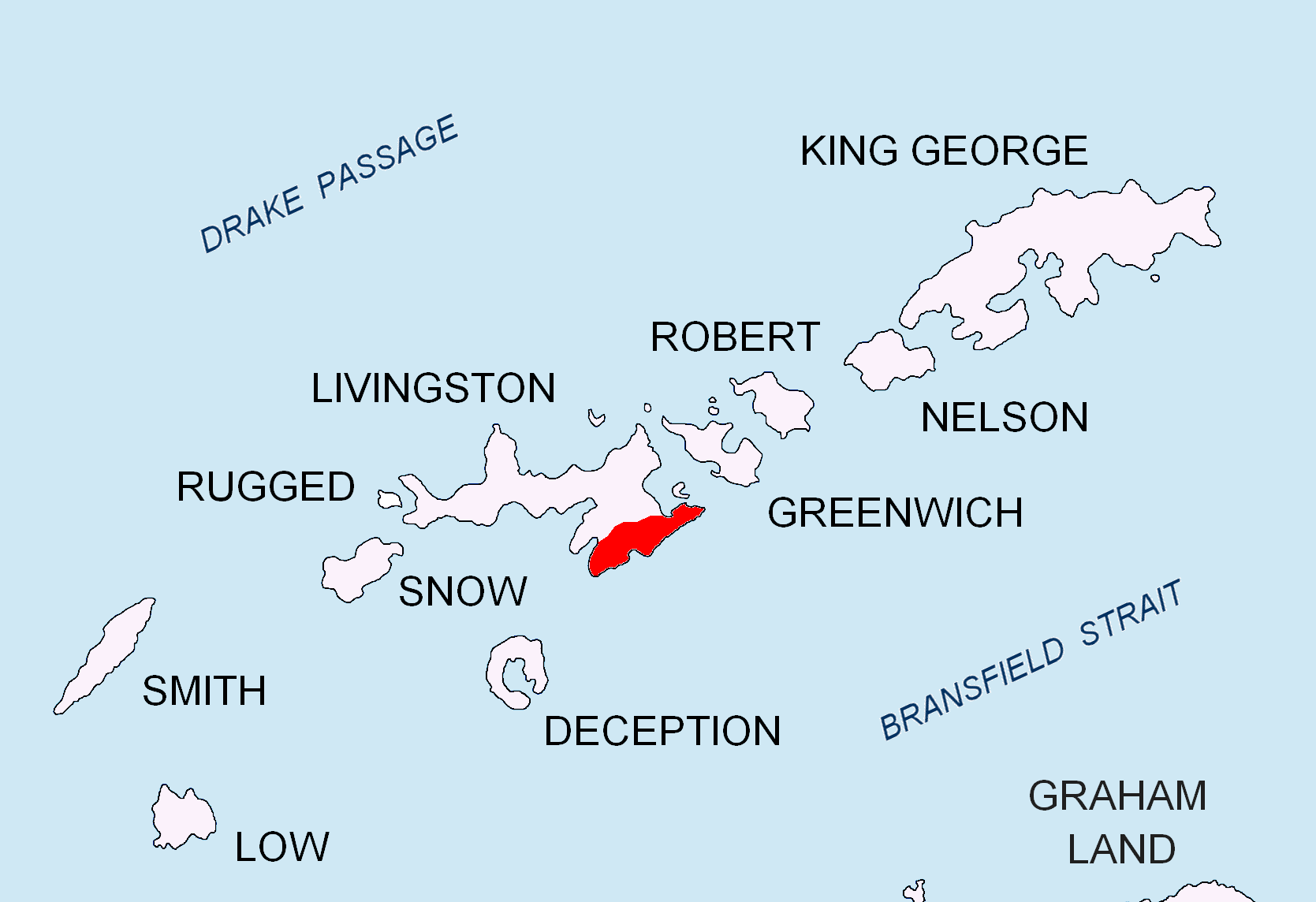

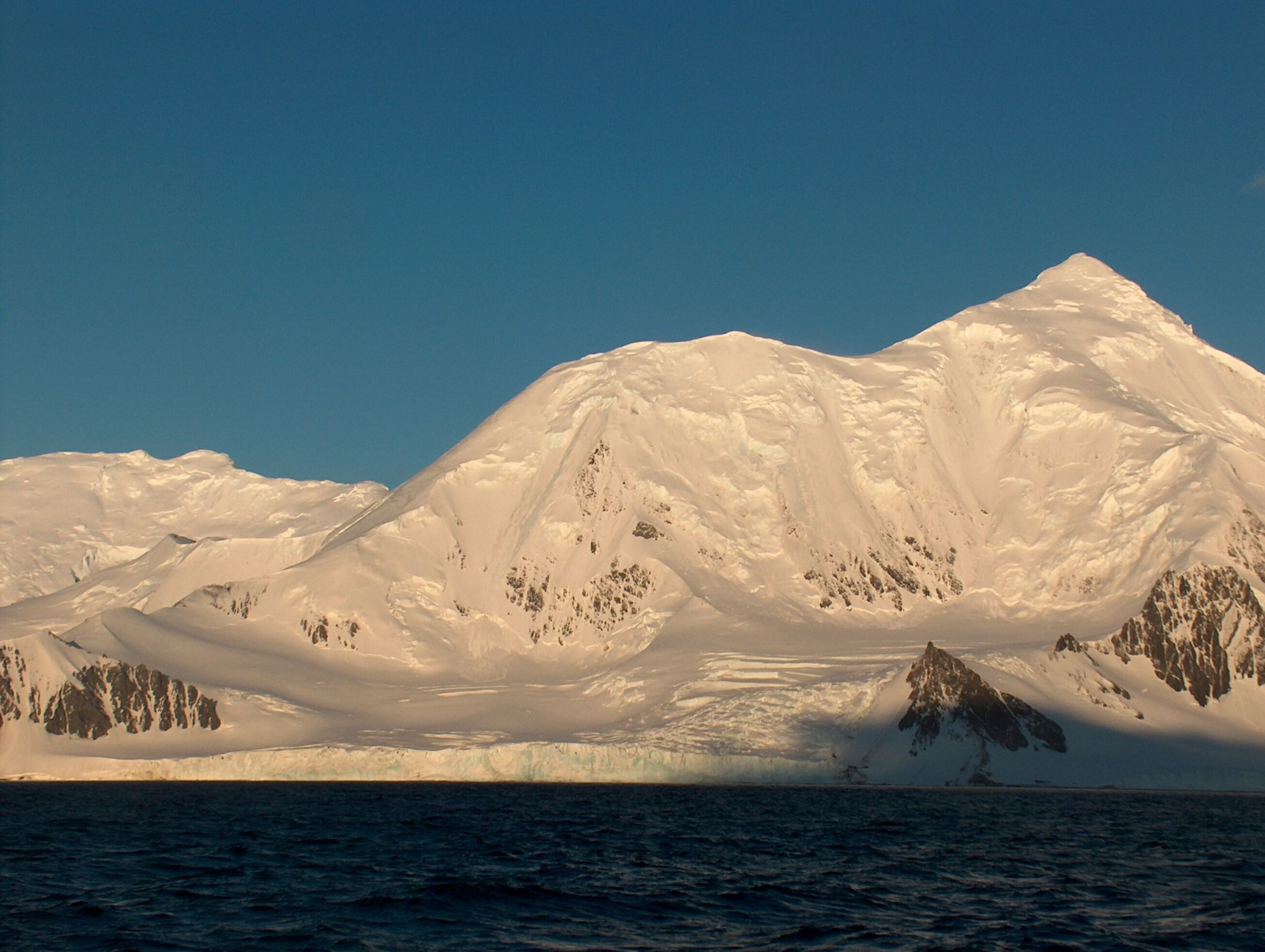

斯雷巴爾納冰川是南極洲的冰川，位於南設得蘭群島的利文斯頓島，最終在艾托斯角和姆基恩角之間注入布蘭斯菲爾德海峽。

## 外部連結
- SCAR Composite Antarctic Gazetteer（页面存档备份，存于）.